# Eugenio Arbones
Eugenio Arbones Castellanzuelo (Puenteareas, 1884-Puxeiros, 14 de septiembre de 1936) fue un médico y político socialista español, asesinado por los sublevados al comienzo de la Guerra Civil.

## Biografía
Ginecólogo de profesión, fue vicepresidente del PSOE de Vigo entre 1923 y 1930 y diputado en las elecciones de 1931 por la provincia de Pontevedra. Por su sensibilidad a las ideas republicanas, participó en la campaña antiforista.
Retirado de la política desde varios años antes del comienzo de la Guerra Civil, no participó en los combates que tuvieron lugar, fundamentalmente en Lavadores, en los días posteriores a la sublevación que dio lugar a la Guerra Civil, prestando servicio en el Hospital Municipal, a cuya plantilla pertenecía.
Fue encarcelado debido a la denuncia de un médico rival. Fue "sacado" y asesinado el 14 de septiembre de 1936. Su «crimen» fue haber asistido a personas heridas por los sublevados.